# Хайнс, Эрл
Эрл Кеннет Хайнс (англ. Earl "Fatha" Hines; 28 декабря 1903 года, Пенсильвания — 22 апреля 1983 года, Окленд, Калифорния), — американский джазовый музыкант, пианист, руководитель собственного биг-бенда (бенд-лидер). 
Хайнс был одной из самых влиятельных фигур в развитии современной техники джазового фортепиано и, по словам одного из основных источников, является «одним из немногих пианистов, игра которых сформировала историю джаза».